# Hồ Ngọc Thắng
Hồ Ngọc Thắng (sinh ngày 10 tháng 2 năm 1994) là một cầu thủ bóng đá chuyên nghiệp người Việt Nam thi đấu ở vị trí tiền đạo cho câu lạc bộ Công an Hà Nội tại V.League 1.

## Sự nghiệp
Mùa giải 2022, Hồ Ngọc Thắng được trao băng đội trưởng của câu lạc bộ Phú Thọ. Ngày 12 tháng 3 năm 2022, anh có bàn thắng đầu tiên cho Phú Thọ khi thực hiện thành công quả phạt đền giúp đội bóng cầm hòa chủ nhà Phố Hiến với tỷ số 1–1.

## Danh hiệu

### Câu lạc bộ
Công an Hà Nội
- V.League 1:

 Vô địch: 2023
- Cúp Quốc gia:

 Vô địch: 2024–25

### Đội tuyển
U-23 Việt Nam
- Đại hội Thể thao Đông Nam Á:

 Huy chương đồng: 2015